# Havok (tegneseriefigur)
 For alternative betydninger, se Havok. (Se også artikler, som begynder med Havok)
Havok (Alexander "Alex" Summers) er en tegneseriefigur og mutant skabt af Marvel Comics. Han er bror til det kendte X-Men-medlem, Cyclops, som var blandt de første fem medlemmer af X-Men.